# Кабве
Кабве (Kabwe) — місто в Замбії, адміністративний центр Центральної провінції. До 1964 року місто називалося Брокен Гілл. Населення — 191,1 тис. мешканців (2006). Центр гірничопромислового району: видобування свинцево-цинкових руд та ванадію.

## Клімат
Місто знаходиться у зоні, котра характеризується вологим субтропічним кліматом. Найтепліший місяць — жовтень із середньою температурою 23.9 °C (75 °F). Найхолодніший місяць — червень, із середньою температурою 15.6 °С (60 °F).
| Клімат Кабве            | Клімат Кабве | Клімат Кабве | Клімат Кабве | Клімат Кабве | Клімат Кабве | Клімат Кабве | Клімат Кабве | Клімат Кабве | Клімат Кабве | Клімат Кабве | Клімат Кабве | Клімат Кабве | Клімат Кабве |
| Показник                | Січ.         | Лют.         | Бер.         | Квіт.        | Трав.        | Черв.        | Лип.         | Серп.        | Вер.         | Жовт.        | Лист.        | Груд.        | Рік          |
| Середній максимум, °C   | 26           | 26           | 26           | 26           | 24           | 22           | 23           | 25           | 29           | 31           | 29           | 26           | 26           |
| Середня температура, °C | 21           | 21           | 21           | 20           | 18           | 16           | 16           | 18           | 22           | 24           | 23           | 21           | 20           |
| Середній мінімум, °C    | 17           | 17           | 16           | 14           | 11           | 8            | 9            | 11           | 15           | 18           | 18           | 17           | 14           |
| Норма опадів, мм        | 230          | 186          | 114          | 22           | 3            | 0            | 0            | 1            | 1            | 17           | 95           | 238          | 907          |
| ----------------------- | ------------ | ------------ | ------------ | ------------ | ------------ | ------------ | ------------ | ------------ | ------------ | ------------ | ------------ | ------------ | ------------ |
| Джерело: Weatherbase    |              |              |              |              |              |              |              |              |              |              |              |              |              |

## Історія
Після відкриття в 1902 році в районі Брокен-Хілл родовищ цинку почалося будівництво інфраструктури для видобутку та переробки кольорових металів (свинцю, цинку і ванадію). В 1903 році була створена компанія «Rhodesian Broken Hill Development Company», що обслуговувала інтереси галузі. До 1906 року в місті була побудована залізниця, якою керувала компанія «Rhodesian Railways», у Брокен-Хілл було створено її північне відділення — найбільше за чисельністю робочих підприємство міста після рудників. В 1909 році дорога була прокладена до міста Ндола, що стала в кінці 1920-х років центром міденосного пояса в Північній Родезії.
В 1921 на руднику в Брокен Гіллі знайдено викопний череп людини палеоантропа (неандертальця), який описано в літературі під назвою родезійської людини (Homo rhodesiensis).
В 1924 році для обслуговування рудників була побудована одна з перших в Африці гідроелектростанцій на річці Мулунгуші, за 51 км на південний схід від Кабве.

## Економіка і транспорт
Кабве — великий транспортний вузол (автомобільний і залізничний транспорт). Через Кабве проходить головний транспортний шлях країни — «Велика північна автодорога». У місті знаходиться штаб-квартира компанії «Zambia Railways». Після закриття в 1990-х роках рудника з видобутку свинцю і цинку економічне становище в місті погіршилося. У 1980-х роках була побудована текстильна фабрика за участю китайського капіталу, закрита в 2007 році. У довколишніх районах вирощують кукурудзу і тютюн.
За даними Інституту Блексміта Кабве входить в десятку найзабрудненіших місць на планеті (на 2007 рік) через забруднення важкими металами.
Місто пов'язане залізничною лінією з містами Ндола, Лусака, Лівінгстон, Капірі, Мпоші, Мпика, Накоде. Є аеропорт.

## Населення
- 1953 — 34 тис.
- 2006–191,1 тис.